# Svenska Tennisförbundet
Svenska tennisförbundet är ett specialidrottsförbund för tennis i Sverige, bildat som Svenska Lawn-tennisförbundet 26 november 1906 med Axel Wallenberg som förste ordförande. 1941 byttes namnet till Svenska tennisförbundet. I vissa sammanhang kallas förbundet Tennis Sweden.
Svenska tennisförbundet har kanslier i Båstad och Stockholm, det senare på samma adress som Kungl. Tennishallen som drivs av Kungl. Lawn Tennis Klubben.

## Svenska tennisförbundet, uppgifter och mål
- Förbundets uppgift är att verka för tennisspelets utveckling i Sverige, att handlägga gemensamma angelägenheter för tennis i Sverige och att främja och samordna svensk tennis i internationella sammanhang.

- Förbundets målsättning är att bidra till att Sveriges position som ledande land på herrsidan bibehålls, och att utveckla svensk damtennis till att bli bland de ledande i Europa inom några få år.

## Historik

### Tennisens första tid i Sverige
Till Sverige kom spelet redan 1878 genom en kapten Arthur Frestadius som anlade en egen tennisplan på sin egendom i Stockholm. Också vår dåvarande kronprins Gustaf, sedermera kung Gustaf V, såg tidigt spelet i England. Efter att själv ha lärt sig spelets grunder där, lät han 1881 tillsammans med bland andra hovstallmästare Edward Sager anlägga en tennisplan på Tullgarns slott. Under den följande 10-årsperioden spreds medvetandet om lawntennis i Sverige. Under 1890-talets första år anlades flera banor runt om i landet, såväl ute som inne. Kronprins Gustaf instiftade 1896 i Stockholm, "Kronprinsens Lawn-tennisklubb", sedermera Kungliga Lawn-tennisklubben (KLTK).
Den första internationella tennisturneringen i Sverige spelades på KLTK 1898. Vid denna tid tillhörde Pontus Qvarnström eliten bland inhemska spelare. Under 1900-talets första år dominerade Gunnar Settervall svensk tennis, tillsammans med bland andra Carl Kempe och Wollmar Boström. Även damtennisen fick tidig spridning i landet. Under den tiden var Elsa Wallenberg (Lilliehöök) och Märtha Adlerstråhle de främsta kvinnliga företrädarna för sporten. Redan 1904 spelades Europamästerskap på KLTK.

### Bildandet av Svenska Lawn-tennisförbundet
Efter de tidiga pionjärinsatserna av bland andra kronprins Gustaf bildades 1906 Svenska Lawn-tennisförbundet med Axel Wallenberg som ordförande. Tanken var att uppmuntra spridningen av spelet i Sverige. Redan 1908 fick man äran att organisera OS för tennis inomhus i London.
Under de följande årtiondena anlades ett stort antal banor i Sverige, samtidigt som ett flertal klubbar bildades. Bemärkta spelare under 1910-talet var Folke Hallengren och Olle Andersson. Under 1920-talet märktes Marcus Wallenberg, Allan Thorén och Sune Malmström. Bland de främsta damspelarna under 1910- och 20-talen fanns Sigrid Fick och Lily von Essen. Under 1930-talet kom sedan Kalle Schröder och Curt Östberg.

### Sverige som framstående tennisnation
Den legendariske spelaren Kalle Schröder bidrog under 1930-talet i hög grad till att bredda intresset för tennis i landet och banade vägen för senare svenska tennisframgångar. Under 1950- och 60-talen deltog Sverige regelbundet och framgångsrikt i Davis Cup med spelare som Lennart Bergelin, Torsten Johansson, Sven Davidson, Lars Ölander, Ulf Schmidt och Jan-Erik Lundqvist. Svensk tennis verkliga storhetstid skulle dock komma under 1970- och 80-talen i och med Björn Borgs genombrott som tonåring. Under Lennart Bergelins tränarskap utvecklades Björn Borg till en av tennisvärldens giganter och startade en tennisvåg i Sverige. Borg var också ankaret i det svenska lag som vann Davis Cup för första gången 1975. I finalmatchen besegrade han tillsammans med Ove Bengtson DC-laget från Tjeckoslovakien. Under 1980-talet följde arvtagare till Borg i form av framför allt Mats Wilander och Stefan Edberg, som båda tillhörde världstoppen. Sverige kunde även vinna Davis Cup på nytt ett flertal gånger. Framgångarna fortsatte under 1990-talet. I början av 2000-talet har Thomas Johansson vunnit en Grand Slam-titel i singel och Jonas Björkman nått förstaplatsen på världsrankingen i dubbel.

## Tennisens nuvarande organisation i Sverige
I Sverige spelar i dag (2013) ca 500 000 personer tennis. Av dessa är cirka 106 000 medlemmar i någon lokal tennisklubb. Totalt finns i landet drygt 500 lokala tennisklubbar som är anslutna till Svenska tennisförbundet. Av dessa presenteras cirka 250 med egen webbsajt, däribland kan nämnas Kungliga Lawn-tennisklubben. Klubbarna är i sin tur knutna till något av 7 specialdistriktsförbund. 
Styrelseordförande (2020) i Svenska tennisförbundet är Åsa Hedin
. Verksamheten bedrivs inom följande underavdelningar: 
- Elit/Sport
- Rullstolstenniskommitté som bland annat administrerar Sveriges deltagande i Invacare World Team Cup.
- Tävling
- Utbildning/Utveckling
- Support
- Kansli

## Förbundets verksamhet
Svenska tennisförbundet ansvarar för en mängd tennisrelaterade verksamheter. Det kan som ett kuriosum nämnas att förbundet 1908 fick äran att organisera inomhus-OS för tennis 1908 i London. Nedan listas några exempel på aktuella ansvarsområden:
- Davis Cup-laget. För närvarande (2013) är Fidde Rosengren icke spelande lagkapten.
- Fed Cup-laget. För närvarande (2013)är Lars-Anders Wahlgren lagkapten.
- Swedish Open Women, som är en av de årliga WTA tour-turneringarna. Spelas i juli på Båstad tennisstadion.
- Swedish Open. Turneringen, som är en av de årliga ATP tour-turneringarna, spelas årligen på grusbanor i Båstad.
- if... Stockholm Open. Turneringen spelas årligen i Kungliga Tennishallen i Stockholm.

Svenska mästerskap och ett antal andra tävlingar ingår också i verksamheten. För barn anordnas bl.a. Nike Junior Tour, Grand Slam Cup, SEB Next Generation Cup (tidigare Kalle Anka Cup) och för flickor 12 år Investor Cup. Dessutom organiserar förbundet SM Elitserien och division 1.